# 나지란주
나지란주(아랍어: نجران)는 사우디아라비아 남부에 위치한 주로, 예멘과 국경을 맞대고 있다. 주도는 나지란이며 면적은 119,000km2, 인구는 562,485명이다.